# Tamazula (Guanajuato)
Tamazula es una localidad del estado mexicano de Guanajuato. Es parte del municipio de Abasolo.

## Toponimia
El nombre «Tamazula» proviene del término en náhuatl tamazollan. Su significado es «lugar de sapos».

## Demografía
| Gráfica de evolución demográfica |
|                                  |

| Censo | Población |
| ----- | --------- |
| 1900  | 106       |
| 1910  | 123       |
| 1921  | 128       |
| 1930  | 146       |
| 1940  | 177       |
| 1950  | 115       |
| 1960  | 102       |
| 1970  | 123       |
| 1980  | 196       |
| 1990  | 398       |
| 2000  | 773       |
| 2010  | 1 261     |
| 2020  | 1 868     |